# Upplands runinskrifter 582
Upplands runinskrifter 582 är en sedan åtminstone 1830 försvunnen runsten som stått vid Söderby-Karls kyrka i Roslagen och Norrtälje kommun i Uppland. 

## Stenen
Skriften som daterats till 1000-talets början är den äldsta kända källa där namnet Finland ingår. Många färder i österled utgick från Roslagen till Finland och vidare in i Ryssland. Namnet Roslagen har sedermera bidragit till den finska benämningen Ruotsi för Sverige, alltså de svenska områden som från betraktaren låg väster om havet.
Kvinnonamnet Igulfrid är väldigt ovanligt, och denna sten är det enda kända belägg för namnet.

## Inskriften
ᛒᛁᛅᚱᚾ᛫ᛅᚢᚴ᛫ᛁᚴᚢᛚᚠᚱᛁᚦ᛬ᚱᛅᛁᛋᛏᚢ᛫ᛋᛏᛅᛁᚾ᛬ᛅᚠᛏᛦ᛬ᚢᛏᚱᛁᚴ᛬ᛋᚢᚾ᛬ᛋᛅᛁᚾ᛬ᚼᛅᚾ᛬ᚢᛅᛦ᛫ᛏᚱᛁᛒᛁᚾ᛬ᚭ᛫ᚠᛁᚾ᛫ᛚᚭᚾᛏᛁ
Translitterering av runraden:
[biarn huk · ikulfriþ : raistu : stain : aftʀ : utrik : sun : sain · han · uaʀ : tribin : o · fin·lonti]
Normalisering till runsvenska:
Biorn ok Igulfriðr ræistu stæin æftiʀ Otrygg, sun sinn. Hann vaʀ drepinn a Finnlandi.
Översättning till nusvenska:
Björn och Igulfrid reste stenen efter Otrygg, sin son. Han blev dräpt i Finland.